# Lijst van bouwwerken van Francis Kéré
Dit is een (incomplete) lijst van bouwwerken van architect Francis Kéré (1965).
| Afbeelding | Bouwjaar          | Naam                                                          | Plaats                     | Land         | Bijzonderheden | Ref.                               |
| ---------- | ----------------- | ------------------------------------------------------------- | -------------------------- | ------------ | --- | ---------------------------------- |
|            | 2001              | basisschool                                                   | Gando                      | Burkina Faso | In 2004 bekroond met de Aga Khan-prijs voor architectuur                                                          | [ 1 ] [ 2 ]                        |
|            | 2004              | lerarenhuisvesting                                            | Gando                      | Burkina Faso | | [ 2 ] [ 3 ]                        |
|            | 2007              | middelbare school                                             | Dano                       | Burkina Faso | | [ 4 ] [ 5 ] [ 6 ] [ 7 ] [ 8 ]      |
|            | 2008              | uitbreiding basisschool                                       | Gando                      | Burkina Faso | | [ 9 ] [ 10 ]                       |
|            | 2010              | Centrum voor aarde-architectuur                               | Mopti                      | Mali         | | [ 2 ] [ 9 ] [ 11 ]                 |
|            | 2011              | Operadorp – school en huisvesting                             | Laongo                     | Burkina Faso | | [ 12 ] [ 13 ]                      |
|            | 2012              | bibliotheek                                                   | Gando                      | Burkina Faso | | [ 14 ] [ 15 ]                      |
|            | 2012              | haven van Zhoushan                                            |                            | China        | Niet uitgevoerd                                                                                                   |                                    |
|            | 2012              | Museum van het Internationale Rode Kruis en de Rode Halvemaan | Genève                     | Zwitserland  | |                                    |
|            | 2014              | Operadorp – gezondheidscentrum en gemeenschapshuis            | Laongo                     | Burkina Faso | | [ 9 ] [ 16 ] [ 17 ]                |
|            | 2014              | chirurgische kliniek en gezondheidscentrum                    | Léo                        | Burkina Faso | | [ 18 ] [ 19 ] [ 20 ] [ 21 ]        |
|            | 2014              | nationaal parlement van Burkina Faso                          | Ouagadougou                | Burkina Faso | Niet uitgevoerd                                                                                                   | [ 22 ] [ 23 ] [ 24 ]               |
|            | 2015              | leefgemeenschap Benga Riverside                               | Tete                       | Mozambique   | | [ 25 ]                             |
|            | 2016              | middelbare school Schorge                                     | Koudougou                  | Burkina Faso | | [ 2 ] [ 9 ] [ 26 ] [ 27 ]          |
|            | 2016              | weeshuis Noomdo                                               | Koudougou                  | Burkina Faso | | [ 28 ] [ 29 ]                      |
|            | 2016              | binnenplein voor een dorp                                     | Milaan                     | Italië       | Tijdelijke installatie                                                                                            | [ 2 ]                              |
|            | 2017              | monument voor Thomas Sankara                                  | Ouagadougou                | Burkina Faso | Niet uitgevoerd                                                                                                   | [ 30 ]                             |
|            | 2017              | Serpetine Pavilion                                            | Kensington Gardens, Londen | Engeland     | | [ 2 ] [ 31 ] [ 31 ]                |
|            | 2018              | dokterswoningen                                               | Léo                        | Burkina Faso | | [ 32 ]                             |
|            | 2018              | atelier                                                       | Gando                      | Burkina Faso | | [ 33 ]                             |
|            | 2019              | Sarbalé Ke, Coachella Valley Music and Art Festival           | Indio                      | Californië   | Twaalf luchtige torens als ontmoetingsplaatsen voor de duur van het festival. Sarbalé Ke is Bissa voor feestzaal. | [ 2 ]                              |
|            | 2019              | Xylem, Tippet Rise Art Center                                 | Fishtail                   | Montana      | | [ 2 ]                              |
|            | 2020              | Burkina Institute of Technology (universiteit)                | Koudougou                  | Burkina Faso | | [ 34 ]                             |
|            | 2021              | Startup Lions Campus                                          | Turkanameer                | Kenia        | | [ 35 ] [ 36 ] [ 37 ] [ 38 ] [ 39 ] |
|            | 2022 (in aanbouw) | parlementsgebouw van Benin                                    | Porto-Novo                 | Benin        | | [ 40 ] [ 41 ] [ 42 ] [ 43 ] [ 44 ] |
|            | 2025 (in aanbouw) | Goethe-Institut                                               | Dakar                      | Senegal      | | [ 45 ]                             |